# فيدا جولدشتاين
فيدا جاين ماري جولدشتاين (بالإنجليزية: Vida Goldstein)‏ (13 نيسان 1869- 15 آب 1949) ناشطة أسترالية في مجال حق المرأة في الاقتراع ومصلحة اجتماعية. كانت واحدة من أربع مرشحات إناث في الانتخابات الفيدرالية الأسترالية عام 1903، والأولى في وقت أصبحت فيه المرأة مؤهلة للدفاع عن نفسها.
ولدت جولدشتاين في بورتلاند، في ولاية فيكتوريا في أستراليا. انتقلت عائلتها إلى ملبورن (عاصمة ولاية فيكتوريا) عام 1877 في الثامنة من عمرها، وهناك ذهبت إلى كلية بريسبتيريان للفتيات. تابعت جولدشتاين خطى والدتها في حركة حق النساء في التصويت وأصبحت واحدة من قائدات الحركة، وأصبحت معروفة كمتحدثة أمام الجمهور ومحررة للمنشورات المؤيدة لحق النساء في التصويت. بالرغم من جهودها، كانت ولاية فيكتوريا آخر ولاية أسترالية تنفذ حقوق التصويت المساوية للمرأة، إذ لم تُمنح المرأة حق التصويت حتى عام 1908.
في عام 1903، بادرت جولدشتاين بمحاولة باءت بالفشل لترشيح نفسها لمجلس الشيوخ الأسترالي كسياسية مستقلة، وأحرزت بنسبة 16.8 من الأصوات. كانت واحدة من أول النساء اللواتي وقفن في وجه البرلمان الأسترالي، بجانب سيلينا سيجنز ونيلي مارتيل وماري مور بنتلي. ترشحت جولدشتاين للبرلمان أربع مرات أخرى، وبالرغم من عدم فوزها، إلا أنها استرجعت ودائع الانتخاب الخاصة بها عدا مرة واحدة. مثلت المنصات اليسارية، وأبعدت بعض وجهات نظرها الراديكالية عنها الجمهور العام وبعض زميلاتها من الحركة النسائية.
بعد نجاح حركة حق التصويت للمرأة، ظلت جولدشتاين بارزة كناشطة من أجل حقوق المرأة ومختلف الإصلاحات الاجتماعية. كانت متحمسة وداعية للسلام أثناء الحرب العالمية الأولى، وساعدت في إنشاء جيش السلام النسائي، وهي منظمة ضد الحرب. تجنبت جولدشتاين الاهتمام أو الدعاية في وقت لاحق من حياتها، فقد كرست معظم وقتها لحركة العلوم المسيحية. مرت وفاتها من دون أن تلاحظ إلى حدٍ كبيرٍ، ولم تُنشر مساهماتها لعامة الناس حتى أواخر القرن العشرين.

## النشأة
ولدت فيدا جاين ماري جولدشتاين في بورتلاند، فيكتوريا، وهي أكبر ابنة لجايكوب جولدشتاين وإيزابيلا. كان والدها مهاجرًا أيرلنديًا وضابطًا في الحامية المدفعية الفيكتورية. ولد جايكوب في كورك، إيرلندا، في العاشر من آذار عام 1839 من أصول بولندية ويهودية وإيرلندية، وصل إلى ولاية فيكتوريا عام 1858 واستقر في البداية في بورتلاند. تم تكليفه برتبة ملازم أول في الحامية المدفعية الفيكتورية عام 1867، وترفع إلى رتبة عقيد (كولونيل). في الثالث من حزيران عام 1868 تزوج جايكوب من إيزابيلا (1849-1916) أكبر ابنة للمستوطن الإسكتلندي سامويل برودفوت هوكينز. كانت والدتها مؤيدة لحق النساء في التصويت، وممتنعة عن المسكرات وعملت من أجل الإصلاح الاجتماعي. كلا والديها كانا مسيحيين متدينين بضمائر اجتماعية حية. كان لديهما أربعة أطفال من بعد فيدا؛ ثلاث بنات (لينا، إلسي، وإيلين) وابن (سيلوين).
بعد حياتهم في بورتلاند ووارنامبول، انتقلت عائلة جولدشتاين إلى ملبورن في عام 1877. هناك انخرط جايكوب بشكل كبير في القضايا الخيرية والاجتماعية، حيث بات يعمل عن كثب مع جمعية ملبورن الخيرية، ولجنة المستشفيات النسائية، وبيت شيلتنهام للرجال، ومستعمرة العمل في ليونغاثا. مع أن جايكوب كان مناهضًا لحق المرأة في التصويت إلا أنه آمن بأهمية تعليمها واعتمادها على ذاتها. ما دفعه لتعيين مربية خاصة لتعليم بناته الأربع وأُرسلت فيدا إلى كلية بريسبتيريان للفتيات في عام 1884، وقُبِلت عام 1886. عندما تأثر دخل العائلة بسبب الكساد الكبير أثناء تسعينيات القرن التاسع عشر، أدارت فيدا وأخواتها إيلين وإلسي مدرسة إعدادية للتعليم المختلط في سانت كيلدا. افتتحت العائلة مدرسة «إنجليتون» عام 1892 في بيتهم في شارع ألما واستمرت لمدة 6 سنوات.

## حق المرأة في التصويت ومشاركتها في السياسة
في عام 1891، عيّنت إيزابيلا جولدشتاين فيدا البالغة من العمر 22 عاماً للمساعدة في جمع التوقيعات على عريضة حق المرأة في التصويت. بقيت جولدشتاين على هامش الحركة النسائية خلال فترة التسعينيات من القرن التاسع عشر، لكن انصباب اهتمامها في تلك الفترة على دراستها وأهدافها الاجتماعية المدنية-خاصةً الرابطة الوطنية لمكافحة نظام استنزاف العمال (Anti-Sweating League) وجمعية علم الإجرام- أعطاها تجربة مباشرة للظروف السيئة الاجتماعية والاقتصادية للمرأة، إذ كانت تعتقد أنها نتاج عدم المساواة السياسية.
من خلال هذا العمل، صادقت أنيت بير كروفورد، التي شاركت معها في حملتها من أجل القضايا الاجتماعية بما في ذلك حق المرأة في الانتخاب وتنظيم مناشدة لمستشفى الملكة فيكتوريا للنساء. بعد وفاة بير كروفورد في عام 1899، تولت جولدشتاين دوراً أكبر في المطالبة بحق النساء في التصويت، وأصبحت أمينة للمجلس المتحد لحق النساء في التصويت. أصبحت متحدثة عامة معروفة حول قضايا المرأة، وخطبت أمام قاعات مكتظة في جميع أنحاء أستراليا، وفي نهاية المطاف في أوروبا والولايات المتحدة.
في عام 1902 سافرت إلى الولايات المتحدة، وتحدثت في المؤتمر الدولي لحق المرأة في التصويت (إذ انتُخبت أمينة للمجلس)، وقدمت أدلة أمام كونغرس الولايات المتحدة تؤيد حق المرأة في التصويت، وحضرت المؤتمر الدولي للمرأة. في عام 1903، كسياسية مستقلة بدعم من الجمعية السياسية الفيدرالية النسائية التي تم تشكيلها حديثاً، كانت مرشحة لمجلس الشيوخ الأسترالي، لتصبح واحدة من أوائل النساء في الإمبراطورية البريطانية لتترشح لانتخابات البرلمان الوطني (فازت النساء الأستراليات بحق التصويت في الانتخابات الفيدرالية عام 1902). حصلت على 51,497 صوتًا (5% تقريباً من مجموع الأصوات) لكن فشلت في الحصول على مقعد في مجلس الشيوخ الأسترالي.
جعلتها هذه الخسارة تركز على تعليم الإناث والتنظيم السياسي، وفعلت ذلك عن طريق الرابطة السياسية للمرأة ومجلتها الشهرية «مجال المرأة الأسترالية» التي وصفتها بأنها «صلة وصل -خلال وقت واحد- بين الكثير من المؤيدين للقضية المبعثرين».
ترشحت للبرلمان مرة أخرى عام 1910، 1913، و1914؛ كانت محاولتها الخامسة الأخيرة في عام 1917 للحصول على مقعد في مجلس الشيوخ الأسترالي وفقاً لمبدأ السلام الدولي، وهو منصب أفقدها أصواتها. كانت دائماً ما تقوم بحملات على منصات شديدة الاستقلالية واليسارية بقوة ما جعل من الصعب عليها جذب دعم كبير في الاقتراع. وكانت سكرتيرة حملتها عام 1913 هي دوريس بلاكبيرن، التي انتُخبت لاحقاً لمجلس النواب الأسترالي.

## نشاطات أخرى

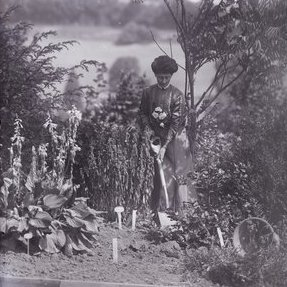
فيدا غولدشتاين تعتني بالنباتات في حديقتها

خلال التسعينيات من القرن التاسع عشر وحتى العشرينيات من القرن العشرين، دعمت جولدشتاين حقوق المرأة وتحريرها في مجموعة متنوعة من المنتديات، بما في ذلك المجلس الوطني للمرأة، ورابطة الموظفات العامات في فيكتوريا ونادي النساء الكاتبات. ضغطت بنشاط على البرلمان في قضايا مثل المساواة في حقوق الملكية، وتحديد النسل، وقوانين التجنيس المتساوية، وإنشاء نظام لمحاكم الأطفال ورفع سن الزواج. كانت كتاباتها في العديد من المجلات والصحف في ذلك الوقت متأثرة في الحياة الاجتماعية لأستراليا خلال السنوات العشرين الأولى من القرن العشرين.
في عام 1909 -وبعد أن أغلقت مجلتها "Sphere" عام 1905- كرّست نفسها بشكل كامل للحملة من أجل حق المرأة في التصويت في ولاية فيكتوريا، أسست صحيفة ثانية Women Voter. أصبحت الصحيفة مساندة لحملاتها السياسية اللاحقة.[9] من بين المطالبين بحق النساء في التصويت في هذه الفترة كانت جولدشتاين واحدةً من الذين اكتسبوا سمعة دولية. في أوائل عام 1911 زارت جولدشتاين إنجلترا بجولة بناء على طلب من الاتحاد الاجتماعي والسياسي للمرأة. جذبت خطاباتها في أنحاء البلاد الكثير من الحشود وقد وصفت جولتها بأنها «أكبر شيء حدث في الحركة النسائية لبعض الوقت في إنجلترا».
أصبح إيجل هاوس بالقرب من باث في سومرست ملجأ هاماً للمطالبين بحق المرأة في التصويت والذين كان قد أطلق سراحهم من السجن. كانا والدا ماري بلاثويت هما من تولى المكان وزرع الأشجار بين شهر نيسان عام 1909 وشهر تموز عام 1911 للاحتفال بإنجازات المطالبين بحق المرأة في التصويت بما في ذلك والدة أديلا وأختها، كريستابل وكذلك آني كيني، وشارلوت ديسبارد، وميليسنت فوسيت وليدي ليتون. كانت الأشجار تعرف ب «مشتل آني» سمية نسبةً لآني كيني. كانت أيضاً بينكيرست بوند من ضمنهم.
دعيت جولدشتاين إلى إيجل هاوس بينما كانت في إنجلترا. زرعت هناك شجرة مقدسة ولوحة من الممكن أن تكون من صنعها وسجلت صورتها من قبل العقيد لينلي بلاثويت.
اختتمت رحلتها في إنجلترا بتأسيس جمعية الناخبات في أستراليا ونيوزيلاندا، وهي مؤسسة مكرسة لضمان أن البرلمان البريطاني لن يقوض حق الانتخاب في مستعمرات أنتيودبيان.
أُخذ عنها اقتباس تقول فيه: "إن النساء في الجنس البشري بأهمية الزئبق في ميزان حرارة، تُظهر إلى أي درجة بلغ المجتمع من الهمجية". ذكرت المؤرخة النسوية الأسترالية باتريشيا غريمشاو أن جولدشتاين -مثل أي امرأة في عصرها- اعتبرت أن "الهمجية" تشمل مجتمع وثقافة السكان الأصليين لأستراليا، فهي بالتالي اعتقدت بعدم أهلية نساء شعب أستراليا الأصلي للحصول على الجنسية وحتى على الحق بالتصويت".
دعت جولدشتاين طوال الحرب العالمية الأولى بحماس للسلام، وأصبحت رئيسًا لتحالف السلام وشكلت جيش السلام النسائي في عام 1915. جندت أديلا بانكهورست، والتي وصلت مؤخرًا من إنجلترا كإحدى المنظِّمات. في عام 1919، قبلت جولدشتاين دعوة لتمثيل النساء الأستراليات في مؤتمر السلام للمرأة في زيوريخ. بعد غياب استمر ثلاث سنوات في الخارج، أنهت تدريجيًا تدخلها العلني في الحركة النسائية الأسترالية، حيث حُلّت جمعية المرأة السياسية وتوقفت منشوراتها. واصلت جولدشتاين حملتها للعديد من القضايا العامة وآمنت باستمرار وعزم بالمساهمات الفريدة للمرأة في المجتمع. غدت كتاباتها في العقود اللاحقة أكثر تعاطفًا مع الحركات السياسة الاشتراكية والعمالية.

## إرثها بعد وفاتها
مع أنها توفيت ولم يلحظ أحد ذلك، إلا أنه اعتُرف بجولدشتاين لاحقًا كشخصية رائدة في مجال حقوق المرأة في التاريخ الاجتماعي الأسترالي وكمصدر إلهام للعديد من موجات النسوية التالية. أدت الموجة الثانية النسوية إلى إحياء الاهتمام بجولدشتاين ونشر سير جديدة ومقالات صحفية.
في عام 1978، سُمي شارع في ضاحية كانبيرا في تشيشولم باسم هلال جولدشتاين تكريمًا لعملها كمصلحة اجتماعية.
في عام 1984، سميت إحدى أقسام الاقتراع في ملبورن باسم قسم جولدشتاين تكريمًا لها. أُنشئت مقاعد على شرفها في حدائق مبنى البرلمان في ملبورن وفي بورتلاند في فيكتوريا. سمّى Women's Electoral Lobby في فيكتوريا جائزة باسمها. في عام 2008 كانت الذكرى المئوية لانتخاب المرأة في فيكتوريا وتم إحياء ذكرى مساهمة فيدا.

## الثقافة الشعبية
تعد فيدا جولدشتاين إحدى 6 أستراليين عُرضت تجاربهم في الحرب في الوثائقي التلفازي الأسترالي The War That Changed Us والمكون من 4 حلقات حول مشاركة أستراليا في الحرب العالمية الأولى.
ظهرت جولدشتاين كشخصية رئيسية في رواية ويندي جيمس، Out of the Silence، والتي حققت في قصة ماغي هيفرنان، وهي امرأة من ولاية فيكتوريا اتُّهمت بإغراق طفلها في مالبورن عام 1900.